# Debbie Wells
Debbie Wells (eigentlich Deborah Wells; * 29. Mai 1961) ist eine ehemalige australische Sprinterin.
Bei den Olympischen Spielen 1976 in Montreal erreichte sie über 100 und 200 Meter jeweils das Viertelfinale und wurde in der 4-mal-100-Meter-Staffel Fünfte.
1977 wurde sie beim Weltcup in Düsseldorf mit der ozeanischen Mannschaft Fünfte in der 4-mal-100-Meter-Staffel. Bei den Pacific Conference Games gewann sie jeweils Silber über 100 und 200 Meter.
1979 wurde sie beim Weltcup in Montreal Sechste mit der ozeanischen 4-mal-100-Meter-Stafette, und 1980 schied sie bei den Olympischen Spielen in Moskau über 100 Meter im Viertelfinale aus.
Dreimal wurde sie Australische Meisterin (1978, 1981, 1984) über 100 Meter und zweimal über 200 Meter (1981, 1984).

## Persönliche Bestzeiten
- 100 m: 11,39 s, 11. März 1984, Sydney (gemischtes Rennen: 11,1 s, 29. Februar 1984, Sydney)
- 200 m: 22,98 s, 11. März 1984, Sydney (handgestoppt: 22,8 s, 28. Februar 1976, Brisbane)